# Leptotes tetrica
Leptotes tetrica är en fjärilsart som beskrevs av De Sagarra 1925. Leptotes tetrica ingår i släktet Leptotes och familjen juvelvingar. Inga underarter finns listade i Catalogue of Life.